# 全国共和协会—红党
全国共和协会—红党（西班牙語：Asociación Nacional Republicana – Partido Colorado），又译全国共和协会—科羅拉多黨，简称红党、科羅拉多黨，是巴拉圭的右翼保守派政党，長期在巴拉圭執政。目前该党的主要競爭對手是自由主義的真正激進自由黨。

## 历史
1887年9月11日由貝納迪諾·卡瓦列羅創黨。1947年开始執政，一直到2008年才被代表農民團體、工會與傳統派的自由黨等黨派所組成中間偏左的变革爱国联盟擊敗，結束其60年的統治。2013年巴拉圭大選，紅黨擊敗真正激進自由黨，重掌政權。